# Onopordum algeriense
Onopordum algeriense là một loài thực vật có hoa trong họ Cúc. Loài này được (Munby) Pomel mô tả khoa học đầu tiên năm 1874.